# What's the Pressure
What's the Pressure is een single van de Belgische zangeres Laura Tesoro. Het nummer is geschreven door Selah Sue, Louis Favre, Birsen Uçar en Yannick Werther. Het was de Belgische inzending voor het Eurovisiesongfestival 2016 in Stockholm te Zweden. Met het lied haalde Tesoro de finale en werd daar 10de.

## Hitnoteringen

### VlaamseUltratop 50
| Hitnotering: 23-01-2016 t/m 09-07-2016 | Hitnotering: 23-01-2016 t/m 09-07-2016 | Hitnotering: 23-01-2016 t/m 09-07-2016 | Hitnotering: 23-01-2016 t/m 09-07-2016 | Hitnotering: 23-01-2016 t/m 09-07-2016 | Hitnotering: 23-01-2016 t/m 09-07-2016 | Hitnotering: 23-01-2016 t/m 09-07-2016 | Hitnotering: 23-01-2016 t/m 09-07-2016 | Hitnotering: 23-01-2016 t/m 09-07-2016 | Hitnotering: 23-01-2016 t/m 09-07-2016 | Hitnotering: 23-01-2016 t/m 09-07-2016 | Hitnotering: 23-01-2016 t/m 09-07-2016 | Hitnotering: 23-01-2016 t/m 09-07-2016 | Hitnotering: 23-01-2016 t/m 09-07-2016 |
| Week:                                  | 1                                      | 2                                      | 3                                      | 4                                      | 5                                      | 6                                      | 7                                      | 8                                      | 9                                      | 10                                     | 11                                     | 12                                     | 13                                     |
| -------------------------------------- | -------------------------------------- | -------------------------------------- | -------------------------------------- | -------------------------------------- | -------------------------------------- | -------------------------------------- | -------------------------------------- | -------------------------------------- | -------------------------------------- | -------------------------------------- | -------------------------------------- | -------------------------------------- | -------------------------------------- |
| Positie:                               | 41                                     | 2                                      | 11                                     | 8                                      | 9                                      | 14                                     | 22                                     | 23                                     | 27                                     | 30                                     | 44                                     | 38                                     | 37                                     |
| Week:                                  | 14                                     | 15                                     | 16                                     | 17                                     | 18                                     | 19                                     | 20                                     | 21                                     | 22                                     | 23                                     | 24                                     |                                        |                                        |
| Positie:                               | uit                                    | uit                                    | 49                                     | 33                                     | 2                                      | 3                                      | 17                                     | 21                                     | 21                                     | 32                                     | 49                                     | uit                                    |                                        |